# Celebrity Ascent
Die Celebrity Ascent ist ein 2023 in Dienst gestelltes Kreuzfahrtschiff von Celebrity Cruises, einer Marke der Royal Caribbean Group. Das Schiff ist die vierte Einheit der Edge-Klasse und Schwesterschiff der Celebrity Edge, der Celebrity Apex und der Celebrity Beyond.

## Geschichte
Im Mai 2016 bestellte das damalige Unternehmen Royal Caribbean Cruises für Celebrity Cruises zwei Schiffe der Edge-Klasse mit Ablieferung 2021 und 2022, zusätzlich zu den zwei bereits bestellten Einheiten. Im November 2021 gab die nunmehrige Royal Caribbean Group bekannt, dass sich die Ablieferung des noch namenlosen Schiffes vor dem Hintergrund der COVID-19-Pandemie um gut ein Jahr verzögern werde. Der formelle erste Stahlschnitt fand wenige Tage später am 17. November 2021 statt, parallel wurde der Name Celebrity Ascent bekanntgegeben. der eigentliche Bau begann mit der Kiellegung am 24. August 2022.
Das Schiff wurde Anfang November 2023 an die Reederei abgeliefert. Die erste Reisen des Schiffes fanden zwar schon Ende November statt, offiziell in Dienst gestellt wurde die Celebrity Ascent allerdings erst am 3. Dezember. Zuvor war sie am 1. Dezember von Captain Sandy Hawk und Michelle Durham getauft worden.

## Ausstattung und Technik
Das Schiff verfügt auf fünfzehn Passagierdecks über vier Haupt- und acht Spezialitätenrestaurants sowie vierzehn Lounges, Bars und Cafés, ein über drei Decks reichendes Theater, ein Casino, zwei Pooldecks sowie den exklusiven Suitenbereich The Retreat. Der auch auf den Schwesterschiffen zu findende Magic Carpet ist ein an der Schiffswand entlang fahrbares Deck mit einer Bar und einem Restaurant.
Die Celebrity Ascent ist für 3731 Passagiere ausgelegt, bei Doppelbelegung der Kabinen können 3260 Personen bei 1320 Besatzungsmitgliedern befördert werden. Der Antrieb des Schiffes erfolgt dieselelektrisch, die Stromerzeugung läuft über drei 12-Zylinder- und zwei 8-Zylinder-Wärtsilä-Dieselgeneratoren.